# Claude Milhaud
Pour les articles homonymes, voir Milhaud.
Claude Louis Milhaud, né le mai 1937 à Casablanca en mai 1937, est un médecin vétérinaire, physiologiste et pharmacologiste qui a fait carrière au service de santé des armées.

## Biographie
Claude Milhaud intègre en 1957 l'École nationale vétérinaire de Lyon et l'École du service de santé des armées de Lyon-Bron. Après le stage d'application au Centre d'Instruction du Service Vétérinaire des Armées à Compiègne il est affecté en Algérie comme formateur à Mostaganem et Oran de 1962 à 1964.
De 1964 à 1967 Claude Milhaud est affecté au groupe vétérinaire à Suippes puis à Linx. Durant cette période il obtient une maîtrise de biochimie et de physiologie à Strasbourg et Reims.
Par la suite il obtient un DEA de psychophysiologie (1973), un diplôme de pharmacologie et un doctorat en physiologie (1974). Ces études sont effectuées alors qu'il est affecté au centre d’enseignement et de recherche de médecine aéronautique (CERMA). Ses travaux portent sur l'étude animale du stress dans le cadre des programmes spatiaux soviétiques et américains (1978-1983), et des drogues neurotropes qui conduiront à la découverte du modafinil (1983-1986).
À partir de 1990 Claude Milhaud exerce des postes dans l'administration militaire et devient en 1994 inspecteur technique des services biologiques et vétérinaires des armées jusqu'en 1997. En 1998 il devient directeur des études à l'école nationale vétérinaire d'Alfort.
Il a enseigné la biologie et la pathologie des animaux de laboratoire, les modèles en biomédecine, l'utilisation des primates en psychopharmacologie et l'éthique en expérimentation animale à l'université Paris-Est-Créteil-Val-de-Marne  (1969-1992), à l'école nationale vétérinaire d'Alfort (1979-1992) et à l'école nationale des services vétérinaires (1990-1998).

## Ouvrages
- Claude Milhaud, 1914-1918 L'autre hécatombe: Enquête sur la perte de 1 140 000 chevaux et mulets, Evergreen, 2017 (ISBN 978-2410003710)

## Distinctions
- Chevalier, officier (1990) puis commandeur (1997) de l'Ordre national du Mérite[4].
- Chevalier (1985) puis officier (1994) dans l'ordre de la Légion d'Honneur[5].
- Prix Science et Défense (1994)[1].
- Médailles de bronze, argent et vermeil du service de santé des armées.
- Médaille de vermeil de l'Académie Nationale de l'Air et de l'Espace.
- Membre de l'Académie vétérinaire de France (1998)[3].